# Volszki járás

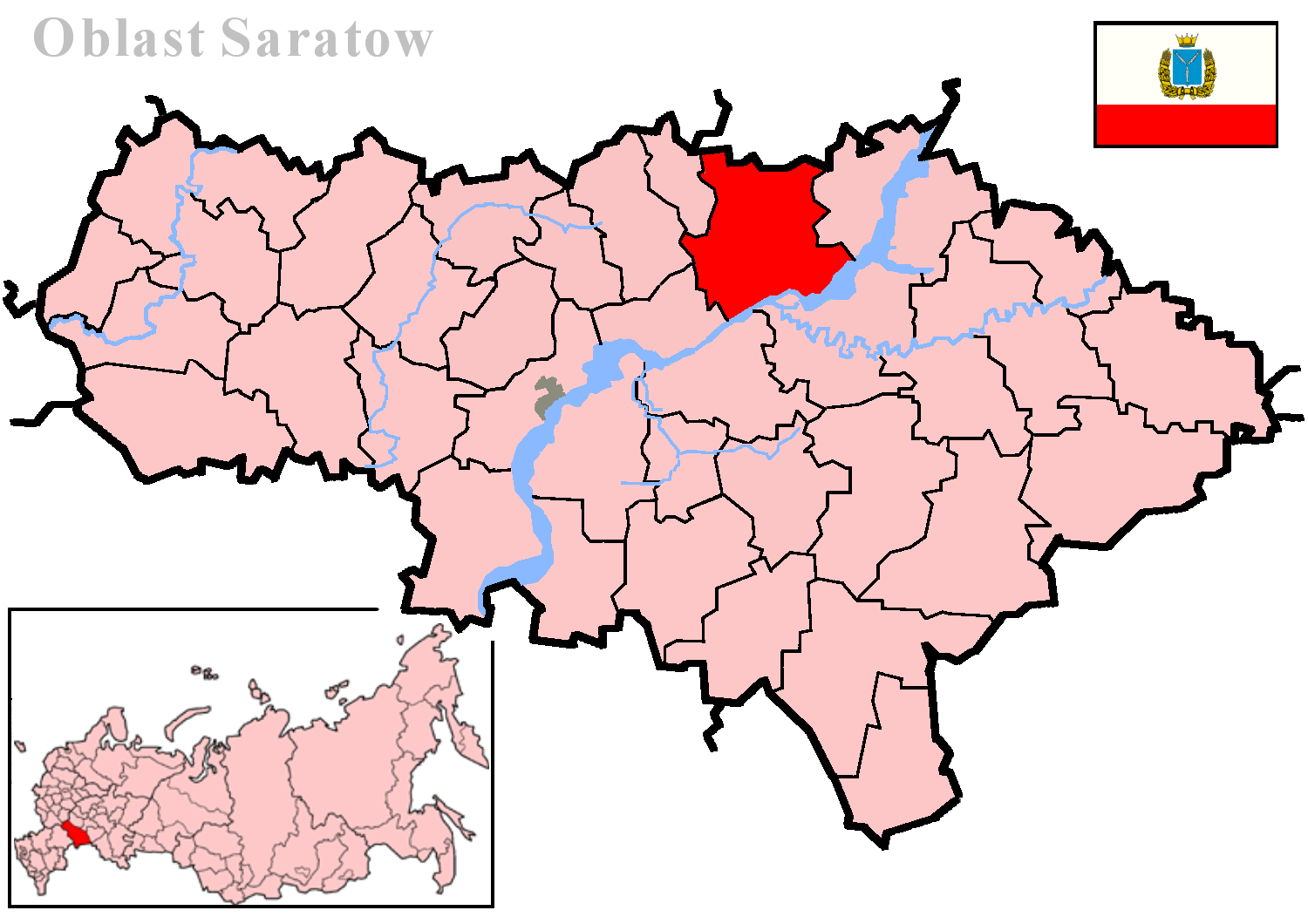
A Volszki járás a Szaratovi területen

A Volszki járás (oroszul Вольский муниципальный район) Oroszország egyik járása a Szaratovi területen. Székhelye Volszk.

## Népesség
- 1989-ben 34 174 lakosa volt.
- 2002-ben 29 977 lakosa volt.
- 2010-ben 93 965 lakosa volt, melyből 83 854 orosz, 1 780 tatár, 1 162 ukrán, 1 125 örmény, 1 059 csuvas, 547 azeri, 278 mordvin, 252 fehérorosz, 235 csecsen, 224 kazah, 174 német, 157 üzbég, 151 mari, 135 baskír, 116 cigány, 96 tadzsik, 92 moldáv, 84 ezid, 59 udmurt, 52 avar, 51 lezg stb. Az adatok a város lakosságát is magukba foglalják.